# Giara

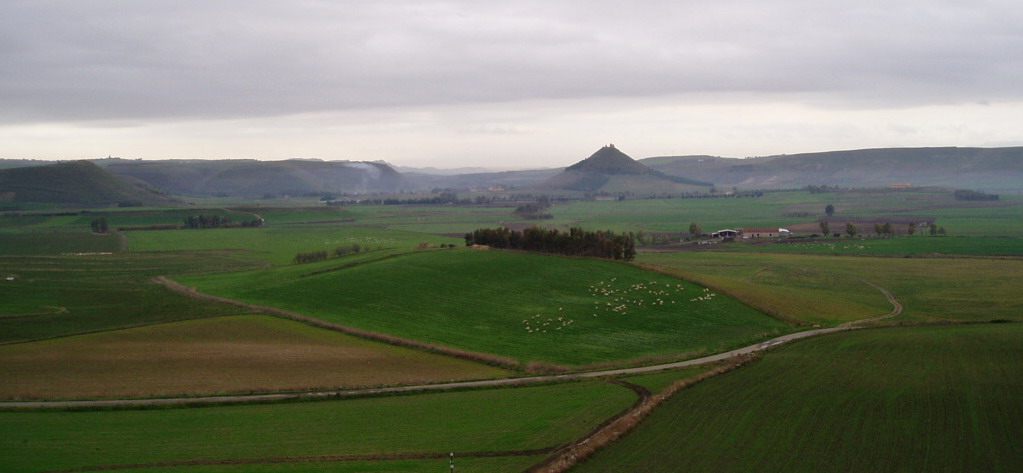
La Giara vue de la Marmilla.

Les Giara sont des plateaux basaltiques caractéristiques du Sarcidano et de la Marmilla, situés dans le centre-sud de la Sardaigne. Clairement visibles depuis la plaine, ces plateaux apparaissent sous les traits caractéristiques d'immenses forteresses naturelles, formant des bastions avec des murs et des escarpements autrefois inaccessibles. À l'instar des mesas mexicaines, de nombreux archéologues pensent qu'ils ont été utilisés par les Sardes de la culture nuragique comme dernier rempart de résistance contre les invasions des Carthaginois puis des Romains. En effet, le long du périmètre sommital de la Giara de Gesturi, on peut toujours observer 24 nuraghes.

## La Giara de Gesturi
La Giara de Gesturi, également appelée Sa jara manne en sarde, est la plus grande des Giaras. Elle s'étend sur 45 km2 sur les communes de Gesturi, Tuili, Setzu et Genoni. Elle est constituée d'une immense coulée de lave basaltique vomie il y a plus de 20 millions d'années par les cratères des volcans, maintenant éteints, de Zepparedda, 609 m, et de Zeppara, 580 m.
Ce territoire est caractérisé par un sol très caillouteux, couvert de chênes-lièges et de maquis méditerranéen, parsemé de petites flaques d'eau dans des dépressions caractéristiques appelées paulis qui, en hiver, sont remplies d'eau et au printemps, sont couvertes d'une flore très colorée composée d'espèces endémiques. Elles sont utilisées pour boire par les derniers chevaux sauvages d'Europe : les chevaux de la Giara. Très particuliers sont aussi les arbres banderoles, chênes-lièges qu'un puissant et constant mistral conduit à une croissance oblique, dirigée vers l'est.

## La Giara de Serri
Une autre Giara, celle de Serri est plus petite (4 km2) mais est considérée comme très importante par les archéologues parce qu'elle abrite le village-sanctuaire de Santa Vittoria, le panthéon des souvenirs nuragiques. On pense que c'est dans le principal bâtiment du village que se réunissaient les plus puissants clans de Sardaigne de la culture nuragique pour y consacrer des alliances ou décider de la guerre.

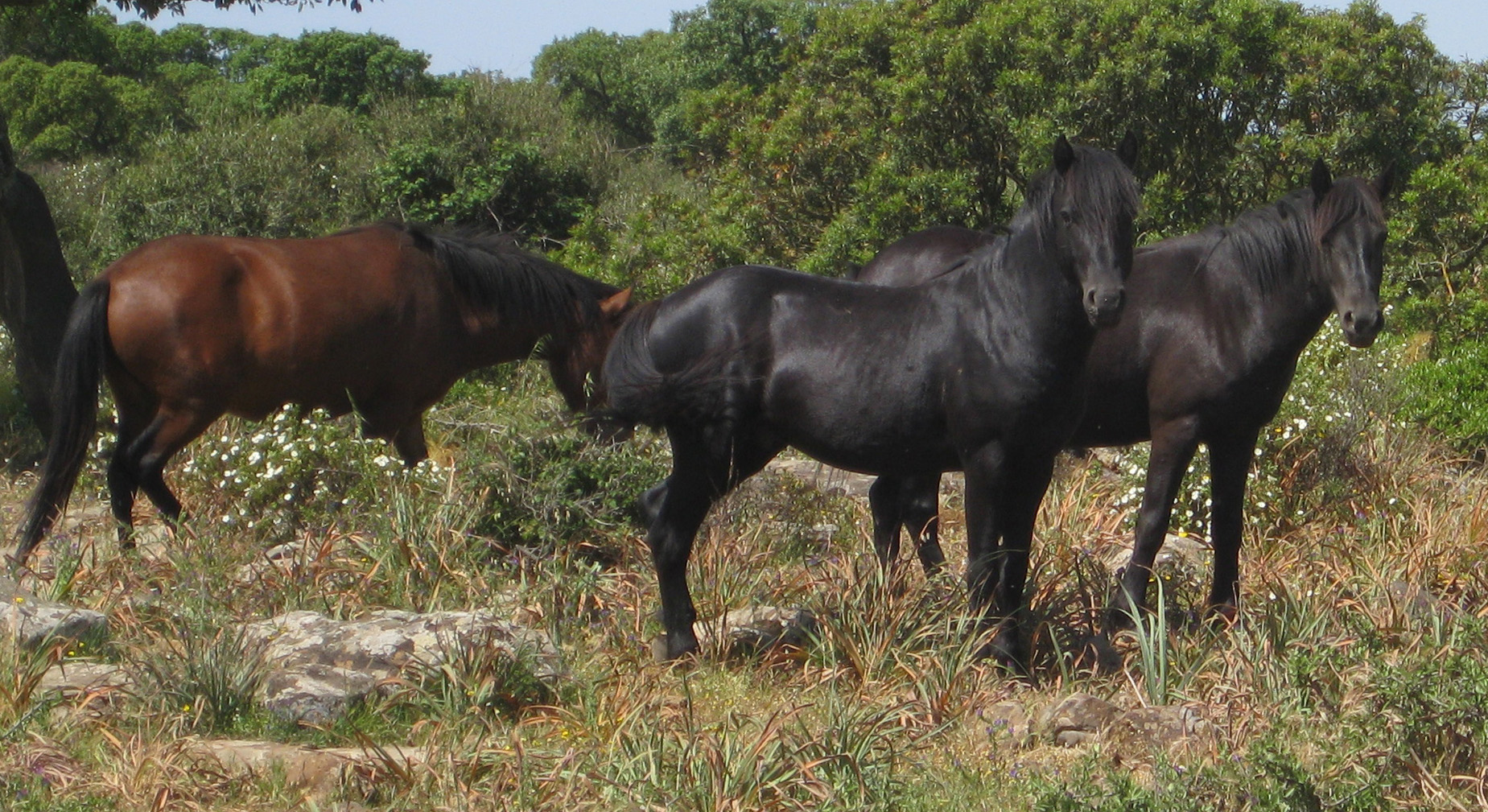
Chevaux de la Giara

## Le cheval de la Giara
Les chevaux de la Giara, selon certains scientifiques, n'appartiennent pas à une espèce autochtone mais seraient les descendants lointains, maintenant sauvages, de la première race équine importée en Sardaigne par les Phéniciens. Il y n'a cependant pas unanimité scientifique sur cette hypothèse et ses origines restent donc encore incertaines, comme il n'existe pas de restes fossiles datés d'une période antérieure au nuragique.
Jusqu'au Moyen Âge tardif, les troupeaux de chevaux resté sauvages étaient répandus sur tout le territoire de l'île; ceux de la Giara en sont les derniers exemplaires rescapés qui représentent actuellement un des symboles de la Sardaigne.
Ils se caractérisent par une hauteur au garrot d'environ 125/135 cm chez l'étalon adulte, les juments étant légèrement plus petites, par une robe baie foncée ou noire, une queue et une crinière longue et épaisse, des yeux en amande, des ganaches prononcées et le front recouvert d'une longue houppe. Aujourd'hui, leur nombre est d'environ 550 exemplaires (qui vivent en groupes de huit à dix au plus), en légère augmentation, en raison de la politique de protection mise en place par la région de Sardaigne, mais surtout grâce aux efforts des collectivités locales. La Giara est devenu une zone protégée par la création du parc naturel.

## Sources
- (it) Cet article est partiellement ou en totalité issu de l’article de Wikipédia en italien intitulé « Giara (Sardegna) » (voir la liste des auteurs).